# 凯莉·朱里
凯莉·朱里（英語：Kelly Jury，1996年10月22日—），新西兰女子篮网球运动员。她曾代表新西兰参加2018年和2022年英联邦运动会篮网球比赛，其中2022年英联邦运动会获得一枚铜牌。